# Malthonica pagana urbana
Malthonica pagana là một phân loài nhện trong họ Agelenidae.
Loài này thuộc chi Malthonica. Malthonica pagana urbana được Eugène Simon miêu tả năm 1875.